# Rezerwat przyrody Kręcki Łęg
Kręcki Łęg – leśny rezerwat przyrody w województwie lubuskim, gminie Zbąszynek, w dolinie Leniwej Obry. Chroni dobrze zachowany fragment łęgu olszowo-jesionowego ze stanowiskami wawrzynka wilczełyko, śnieżyczki przebiśnieg, listery jajowatej. W rezerwacie gniazdują m.in. żuraw, orlik krzykliwy i dzięcioł czarny.
Obszar rezerwatu objęty jest ochroną ścisłą.

## Podstawa prawna
Nr rej. woj. – 32

### Akt prawny obejmujący rezerwat ochroną
Zarządzenie Ministra Ochrony Środowiska i Zasobów Naturalnych z dnia 18 lutego 1987 r. w sprawie uznania za rezerwaty przyrody (M.P. z 1987 r. nr 7, poz. 54)

## Inne akty prawne
- Obwieszczenie Wojewody Gorzowskiego z dnia 16 stycznia 2002 r. w sprawie ustalenia wykazu rezerwatów przyrody utworzonych do dnia 31 grudnia 1998 r. (Dz. Urz. Województwa Lubuskiego Nr 12, poz. 144)
- Zarządzenie Nr 18/2010 Regionalnego Dyrektora Ochrony Środowiska w Gorzowie Wielkopolskim z dnia 23 lipca 2010 r. w sprawie rezerwatu przyrody „Kręcki Łęg” (Dz. Urz. Województwa Lubuskiego Nr 84, poz. 1136)
- Zarządzenie Nr 15/2013 Regionalnego Dyrektora Ochrony Środowiska w Gorzowie Wielkopolskim z dnia 20 maja 2013 r. w sprawie rezerwatu przyrody „Kręcki Łęg” (Dz. Urz. Województwa Lubuskiego poz. 1530)

## Położenie
- Województwo lubuskie
- Powiat świebodziński
- Gmina Zbąszynek
- Obręb ewidencyjny – Kosieczyn
- Obręb ewidencyjny – Kręcko[2]

w tym:
- obręb ewidencyjny m. Kosieczyn 15,97 ha (dz. 151/1 – 8,72 ha, dz. 154/1 – 7,25 ha), obręb ewidencyjny m. Kręcko 49,60 ha (dz. nr 152 – 31,34 ha, dz. nr 155 – 18,26 ha)[2].

## Właściciel, zarządzający
Skarb Państwa, Nadleśnictwo Babimost

## Powierzchnia pod ochroną
65,57 ha

## Opis przedmiotu poddanego ochronie
Teren rezerwatu leży w szerokim i płaskim obniżeniu będącym dnem doliny Leniwej Obry. Rezerwat położony jest na terenie środkowej, zbudowanej z piasków rzecznych dawnych tarasów akumulacyjnych, które są skałą macierzystą dla gleb rezerwatu. W rezerwacie występuje 21 gatunków drzew. Spośród nich 4 występują jako panujące. Są to: olsza czarna, jesion wyniosły, dąb szypułkowy, świerk pospolity, lipa drobnolistna, brzoza brodawkowata, grab zwyczajny. Pozostałe gatunki występują pojedynczo lub sporadycznie. Na terenie rezerwatu wyróżniono 3 typy siedliskowe lasu: Lw, Ol, OlJ. Jest bardzo bogata awifauna, gniazduje tu 48 gatunków ptaków. Są to m.in.: zięba, szpak, pierwiosnek, sikora bogatka, rudzik i kos.

## Cel ochrony
Zachowanie naturalnych zespołów łęgu olszowo-jesionowego i olsu porzeczkowego z drzewami pomnikowymi, stanowisk chronionych i rzadkich gatunków roślin oraz bogatej awifauny.
Nie podlega ochronie w zakresie prawa międzynarodowego.